# Polideportivo Estación del Norte

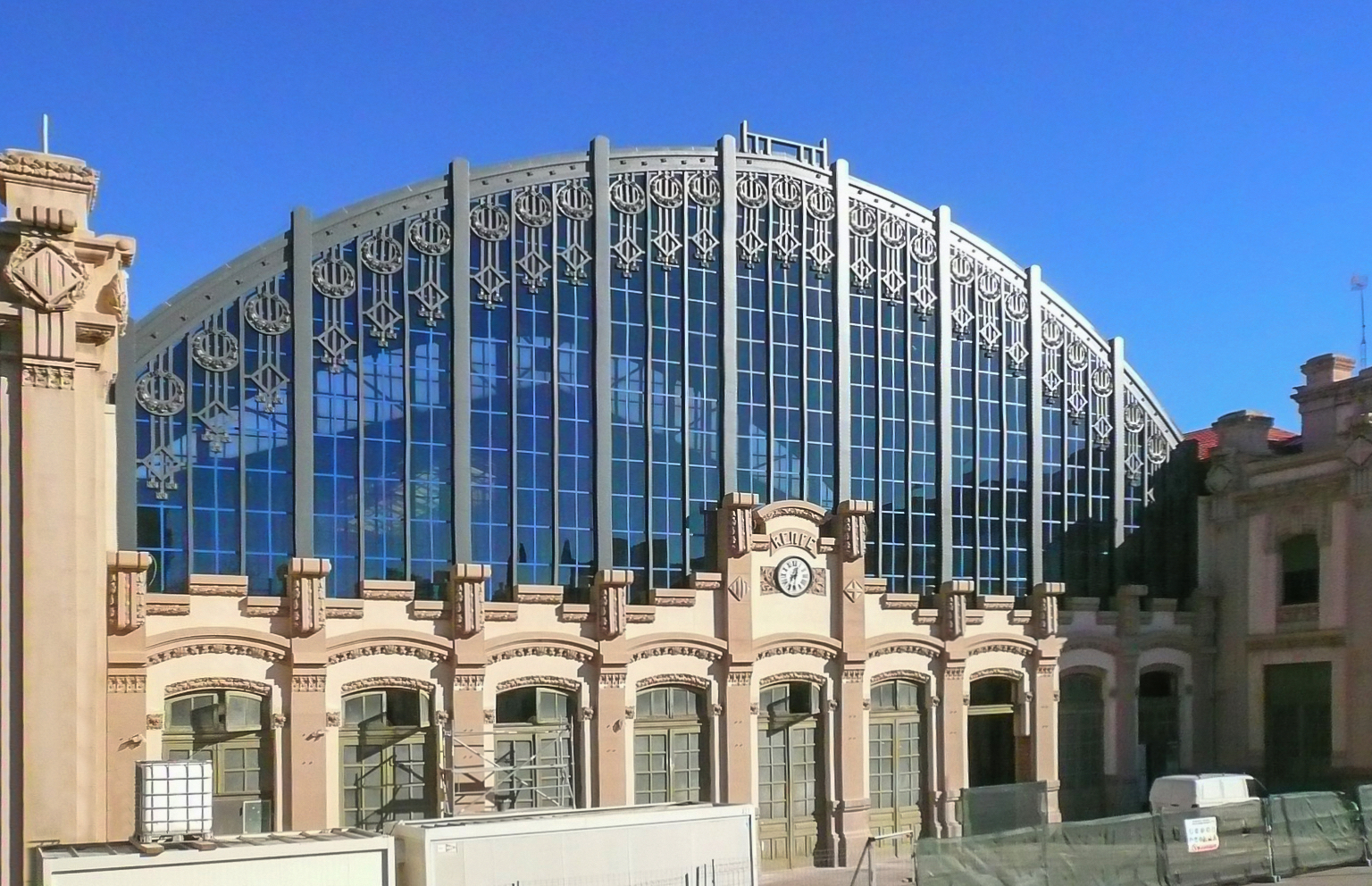
Fachada de Demetri Ribes de la antigua Estación del Norte de Barcelona, actualmente polideportivo y estación de autobuses

El Polideportivo Estación del Norte (en catalán, Poliesportiu Estació del Nord) es una recinto multideportivo ubicado en las instalaciones de la Estación del Norte de Barcelona. Desde 1994 es gestionado por la Unión de Federaciones Deportivas de Cataluña.

## Historia
La Estación del Norte fue inaugurada el 21 de mayo de 1856 bajo el diseño del arquitecto Andres Puigdoller y funcionó como estación de trenes ininterrumpidamente hasta 1972.
Después de años de abandono, en 1991 se inician las obras de remodelación bajo la dirección del arquitecto EnricTous, cuyo objetivo era el crear dos zonas diferentes: por una parte una estación de autobuses regionales y por otra una instalación multideportiva, el Polideportivo de la Estación del Norte.
Este polideportivo albergó en 1992 las competiciones de tenis de mesa de los XXV Juegos Olímpicos. A tal efecto, se levantaron en el vestíbulo central, alrededor de las ocho mesas de tenis del torneo, unas gradas móviles con capacidad para 5500 espectadores, que se iban acercando a medida que se eliminaban mesas con el transcurso de las diferentes eliminatorias.

## Instalaciones
Cuenta con un vestíbulo principal con una pista para la práctica y aprendizaje de diferentes deportes: patinaje sobre ruedas, patinaje en línea, balonmano o hockey sobre ruedas, más cuatro pistas de baloncesto, dos pistas de fútbol sala, dos pistas de voleibol, cuatro pistas de tenis, dos pistas de bádminton y ocho mesas de tenis de mesa. Por último, tiene una sección de fitness, piscina con múltiples carriles de 25m, sauna y fisioterapia.